# Iljušin Il-103
Iljušin Il-103 je enomotorno 5-sedežno športno letalo, ki so ga začeli snovati leta 1990 v Sovjetski zvezi. Il-103 je eno izmed redkih ruskih športnih letal in prvo, ki je dobilo FAA certifikacijo. 

## Specifikacije (Il-103)
- Posadka: 1
- Kapaciteta: 3 potniki
- Dolžina: 8 m (26 ft 3 in)
- Razpon kril: 10,56 m (34 ft 7.75 in)
- Višina: 3,135 m (10 ft 3,5 in)
- Površina kril: 14,71 m2 (158,34 ft2)
- Prazna teža: 900 kg (1984 lb)
- Gros teža: 1310 kg (2888 lb)
- Motor: 1 × Continental IO-360ES - 210  KM protibatni motor s Hartzell BHC-C2YF-1BF/F8459A-8R dvokrakim propelerjem z nastavljivim krakom

- Dolet: 800 km pri potovalni hitrosti, 270 tovora in 30 minutna rezerva
- Višina leta (servisn):  3000 m (9840 ft)
- Hitrost vzpenjanja: 3,167 m/s